# Ballana chiragrica
Ballana chiragrica är en insektsart som beskrevs av Ball 1900. Ballana chiragrica ingår i släktet Ballana och familjen dvärgstritar. Inga underarter finns listade i Catalogue of Life.